# Вуд-Баффало
Вуд-Баффало (англ. Wood Buffalo) — спеціалізований муніципалітет в Канаді, у провінції Альберта.

## Населення
За даними перепису 2016 року, спеціалізований муніципалітет нараховував 71589 жителів, показавши зростання на 9,2%, порівняно з 2011-м роком. Середня густина населення становила 1,2 осіб/км².
З офіційних мов обидвома одночасно володіли 5 040 жителів, тільки англійською — 65 735, тільки французькою — 150, а 625 — жодною з них. Усього 14,445 осіб вважали рідною мовою не одну з офіційних, з них 465 — одну з корінних мов, а 75 — українську.
Працездатне населення становило 78% усього населення, рівень безробіття — 7% (6,1% серед чоловіків та 8,3% серед жінок). 93,5% були найманими працівниками, 5,1% — самозайнятими.
Середній дохід на особу становив $99 577 (медіана $77 481), при цьому для чоловіків — $131 166, а для жінок $60 773 (медіани — $120 290 та $45 342 відповідно).
29,3% мешканців мали закінчену шкільну освіту, не мали закінченої шкільної освіти — 11%, 59,6% мали післяшкільну освіту, з яких 32,5% мали диплом бакалавра, або вищий, 205 осіб мали вчений ступінь.
| Статево-вікова структура населення | Статево-вікова структура населення | Статево-вікова структура населення | Статево-вікова структура населення | Статево-вікова структура населення |
| ---------------------------------- | ---------------------------------- | ---------------------------------- | ---------------------------------- | ---------------------------------- |
|                                    |                                    |                                    |                                    |                                    |
| Всього                             | Всього                             | 53,9%46,1%                         |                                    |                                    |
| 0 — 14 років                       | 0 — 14 років                       |                                    | 19,8%                              | 19,8%                              |
| 15 — 64 років                      | 15 — 64 років                      |                                    | 77,4%                              | 77,4%                              |
| 65 і більше                        | 65 і більше                        |                                    | 2,7%                               | 2,7%                               |
| 85 і більше                        | 85 і більше                        |                                    | 0,1%                               | 0,1%                               |
| Середній вік (років)               | Середній вік (років)               | 33,732,3                           | 33,1                               | 33,1                               |
| Медіана (років)                    | Медіана (років)                    | 33,932,4                           | 33,2                               | 33,2                               |
| — чоловіки — жінки                 |                                    |                                    |                                    |                                    |

| Походження мешканців:     | Походження мешканців:     | Походження мешканців: | Походження мешканців: | Походження мешканців: |
| ------------------------- | ------------------------- | --------------------- | --------------------- | --------------------- |
| Походження                |                           |                       | осіб                  | %                     |
| Корінні американці        | Корінні американці        |                       | 6 435                 | 9%                    |
| Інше північноамериканське | Інше північноамериканське |                       | 23 645                | 33.08%                |
| Європейське               | Європейське               |                       | 32 025                | 44.81%                |
| британське                | британське                |                       | 22 740                | 31.82%                |
| французьке                | французьке                |                       | 5 655                 | 7.91%                 |
| українське                | українське                |                       | 2 255                 | 3.15%                 |
| Карибське                 | Карибське                 |                       | 655                   | 0.92%                 |
| Латинськоамериканське     | Латинськоамериканське     |                       | 1 065                 | 1.49%                 |
| Африканське               | Африканське               |                       | 4 310                 | 6.03%                 |
| Азійське                  | Азійське                  |                       | 13 855                | 19.38%                |
| Океанійське               | Океанійське               |                       | 245                   | 0.34%                 |

| Зайнятість населення за галузями (за класифікацією NOC): | Зайнятість населення за галузями (за класифікацією NOC): | Зайнятість населення за галузями (за класифікацією NOC): | Зайнятість населення за галузями (за класифікацією NOC): | Зайнятість населення за галузями (за класифікацією NOC): |
| -------------------------------------------------------- | -------------------------------------------------------- | -------------------------------------------------------- | -------------------------------------------------------- | -------------------------------------------------------- |
|                                                          |                                                          |                                                          |                                                          |                                                          |
| Управління                                               | Управління                                               |                                                          | 9,2%                                                     | 9,2%                                                     |
| Бізнес, фінанси та адміністрування                       | Бізнес, фінанси та адміністрування                       |                                                          | 12,6%                                                    | 12,6%                                                    |
| Природничі та прикладні науки                            | Природничі та прикладні науки                            |                                                          | 8,7%                                                     | 8,7%                                                     |
| Охорона здоров'я                                         | Охорона здоров'я                                         |                                                          | 3,1%                                                     | 3,1%                                                     |
| Освіта, правозахист, муніципальні та урядові служби      | Освіта, правозахист, муніципальні та урядові служби      |                                                          | 7,2%                                                     | 7,2%                                                     |
| Мистецтво, культура, відпочинок та спорт                 | Мистецтво, культура, відпочинок та спорт                 |                                                          | 1%                                                       | 1%                                                       |
| Роздрібна торгівля та послуги                            | Роздрібна торгівля та послуги                            |                                                          | 18%                                                      | 18%                                                      |
| Гуртова торгівля, транспорт та обладнання                | Гуртова торгівля, транспорт та обладнання                |                                                          | 30,3%                                                    | 30,3%                                                    |
| Природні ресурси, сільське господарство                  | Природні ресурси, сільське господарство                  |                                                          | 3,8%                                                     | 3,8%                                                     |
| Виробництво                                              | Виробництво                                              |                                                          | 6,1%                                                     | 6,1%                                                     |

## Населені пункти
До складу спеціалізованого муніципалітету входять індіанські резервації Елісон-Бей 219, Чіпвіан 201A, Доґ-Гед 218, Жанв'є 194, Ґреґуар-Лейк 176, Ґреґуар-Лейк 176A, Олд-Форт 217, Тебаті 196, Тебача-Наре 196A, індіанське поселення Форт-Маккей, а також хутори, інші малі населені пункти та розосереджені поселення.

## Клімат
Середня річна температура становить 0,7°C, середня максимальна – 21,8°C, а середня мінімальна – -26,5°C. Середня річна кількість опадів – 435 мм.
| Клімат поселення                              | Клімат поселення | Клімат поселення | Клімат поселення | Клімат поселення | Клімат поселення | Клімат поселення | Клімат поселення | Клімат поселення | Клімат поселення | Клімат поселення | Клімат поселення | Клімат поселення | Клімат поселення |
| Показник                                      | Січ.             | Лют.             | Бер.             | Квіт.            | Трав.            | Черв.            | Лип.             | Серп.            | Вер.             | Жовт.            | Лист.            | Груд.            |                  |
| Середній максимум, °C                         | −13,28           | −7,31            | −0,51            | 9,66             | 16,92            | 21,83            | 21,30            | 19,79            | 13,81            | 7,14             | −3,99            | −12,76           |                  |
| Середня температура, °C                       | −19,9            | −13,94           | −7,13            | 3,04             | 10,29            | 15,19            | 17,28            | 15,77            | 9,78             | 3,11             | −8,02            | −16,78           |                  |
| Середній мінімум, °C                          | −26,53           | −20,56           | −13,76           | −3,6             | 3,67             | 8,56             | 13,26            | 11,75            | 5,76             | −0,92            | −12,04           | −20,82           |                  |
| Норма опадів, мм                              | 20               | 17               | 18               | 20               | 37               | 67               | 78               | 64               | 47               | 26               | 21               | 20               |                  |
| Середньомісячна швидкість вітру, м/с          | 2.44             | 2.60             | 2.93             | 3.22             | 3.24             | 2.93             | 2.80             | 2.72             | 2.90             | 3.02             | 2.74             | 2.54             |                  |
| Середньомісячна сонячна радіація, кДж/м²·день | 2446             | 5723             | 11331            | 17043            | 20805            | 22074            | 21367            | 17177            | 11055            | 5980             | 2749             | 1686             |                  |
| --------------------------------------------- | ---------------- | ---------------- | ---------------- | ---------------- | ---------------- | ---------------- | ---------------- | ---------------- | ---------------- | ---------------- | ---------------- | ---------------- | ---------------- |
| Джерело:                                      |                  |                  |                  |                  |                  |                  |                  |                  |                  |                  |                  |                  |                  |